# Ottersheim bei Landau
Ottersheim bei Landau är en kommun och ort i Landkreis Germersheim i förbundslandet Rheinland-Pfalz i Tyskland.
Kommunen ingår i kommunalförbundet Verbandsgemeinde Bellheim tillsammans med ytterligare tre kommuner.